# Villa San Giovanni
Villa San Giovanni är en ort och kommun i storstadsregionen Reggio Calabria, innan 2017 provinsen Reggio Calabria, i regionen Kalabrien i Italien. Kommunen hade 13 667 invånare (2017).
Villa San Giovanni drabbades svårt av jordbävningar 1783 och 1908.